# Kruger nationalpark
Kruger nationalpark är en nationalpark i Sydafrika som ligger i provinserna Mpumalanga och Limpopo. Parken är en av jordens djurrikaste. Den är ungefär 345 km lång och 54 km bred, och täcker en yta av ca 20 000 km². Det är nästan dubbelt så stort som Skåne.
Om man räknar ifrån 1898, då området först blev ett reservat, är Krugerparken det näst äldsta formellt skyddade området i Afrika – och med sina närmare två miljoner hektar även ett av de största.
I Krugerparken finns 147 olika däggdjur, såsom stora bestånd av antiloper, giraffer, apa, lejon och elefanter, över 500 fågelarter och 114 olika kräldjursarter. Goda bilvägar och lägerplatser gör området lättillgängligt för turister och forskare.

## Geografi
Krugerparken är ett avlångt område på omkring 345 km i nord-sydlig riktning och med ett genomsnitt av 54 km i väst-östlig riktning. Områdets östra gräns består av låga berg i bergskedjan Lebombo, men större delen av parken består av mjukt böljande slättland. Sju större floder flyter genom området, alla i väst-östlig riktning. Floderna har tidigare haft ett stadigt flöde av vatten, men flera floder har på grund av industrier väster om Krugerparken blivit helt dränerade under den torra årstiden, något som har dramatisk inverkan på växt- och djurlivet.
Det finns även arkeologiska utgrävningsplatser i parken.

## Historik
Det första formella förslaget till ett viltreservat mellan floderna Sabie- och Crocodile River lades fram 1895 av J. L. van Wijk och R. K. Loveday. Förslaget antogs närmast enhälligt, men det kom att dröja tre år innan det nödvändiga regelverket publicerades av president Paul Kruger. Tillkännagivandet gjordes 26 mars 1898 i tidningen Government Gazette. Reservatet kallades på den tiden för Sabie Game Reserve och uppgick till 460 000 hektar, som inkludedare Malelane, Pretoriuskop och Skukuza (tre nutida lägerplatser). Reservatet förvaltades de första åren, innan Boerkriget, av två poliser, Paul Bestbier och Izak Holzhausen. Efter kriget blev major James Stevenson-Hamilton föreståndare, en man som blev närmast besatt av reservatets fortlevnad. 1903 lyckades Stevenson-Hamilton utöka reservatet 20 kilometer i västlig riktning, samtidigt som ytterligare ett reservat längre norrut skapades, Shingwedzi Game Reserve. Det nya reservatet utgjordes av 900 000 hektar och även detta hamnade under Stevenson-Hamiltons ansvar.
1914 återgick Stevenson-Hamilton till den brittiska arméns tjänst under första världskriget och det var under några år osäkert om reservatet hade någon framtid. Viltjakt utgjorde inte längre någon grundpelare för Sydafrikas ekomoni och det fanns påtryckningar för att göra området tillgängligt för jordbruk. Men så föddes den nya och radikala idén om en nationalpark, något som tilltalade den sydafrikanska allmänheten. Stevenson-Hamilton, inspirerad av nationalparker i USA, lobbade i många år för en nationalpark. Det var först när Piet Grobler, en släkting till Paul Kruger, blev jordbruksminister som förslaget gick igenom. Det var också då som namnet Kruger National Park föreslogs. Den 31 maj 1926 offentliggjordes den nya nationalparkslagen och Krugerparken det första skyddade området enligt lagen.
Krugerparken öppnades för allmänheten 1927.
1961 fick parken ett stängsel, och sedan 2000-talet utvidgas den med liknande parker i Moçambique och Zimbabwe.

## Klimat

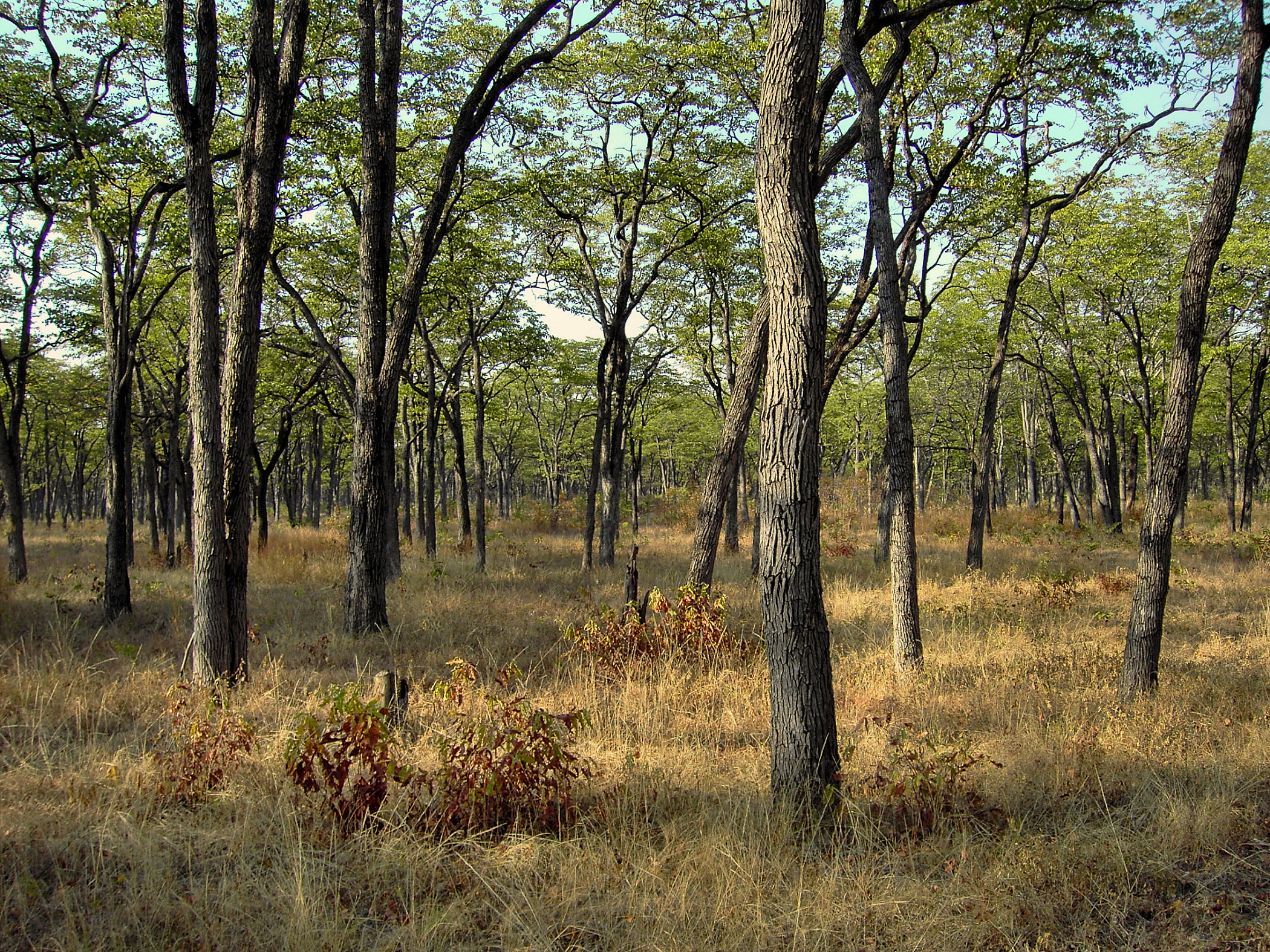
Mopaneskog.

Det råder subtropiskt klimat i området. Mellan september och mars kan dagarna bli mycket varma, runt 40°C, medan nätterna ligger på 21°C i medeltemperatur. Regnperioden är mellan oktober och mars, när det är sommar i området, det är då vanligt med störtskurar på kvällar eller sena eftermiddagar. Från maj till juli är nätterna kalla (6°C) medan dagarna är varma (26°C). Mellan maj och augusti är det torrperiod och regn är under den perioden mycket ovanligt.

## Växtlighet
I södra delen av Krugerparken finns en rik blandning av växtlighet med mycket akaciaträd, marulaträd och combretum. I den sydligaste tredjedelen av parken är växtligheten kompakt. Norra delen av parken domineras av Mopaneträd. Det finns sammanlagt 336 olika trädarter i parken. I de centrala delarna av parken breder kilometerstora gräsmarker ut sig.

## Djurliv

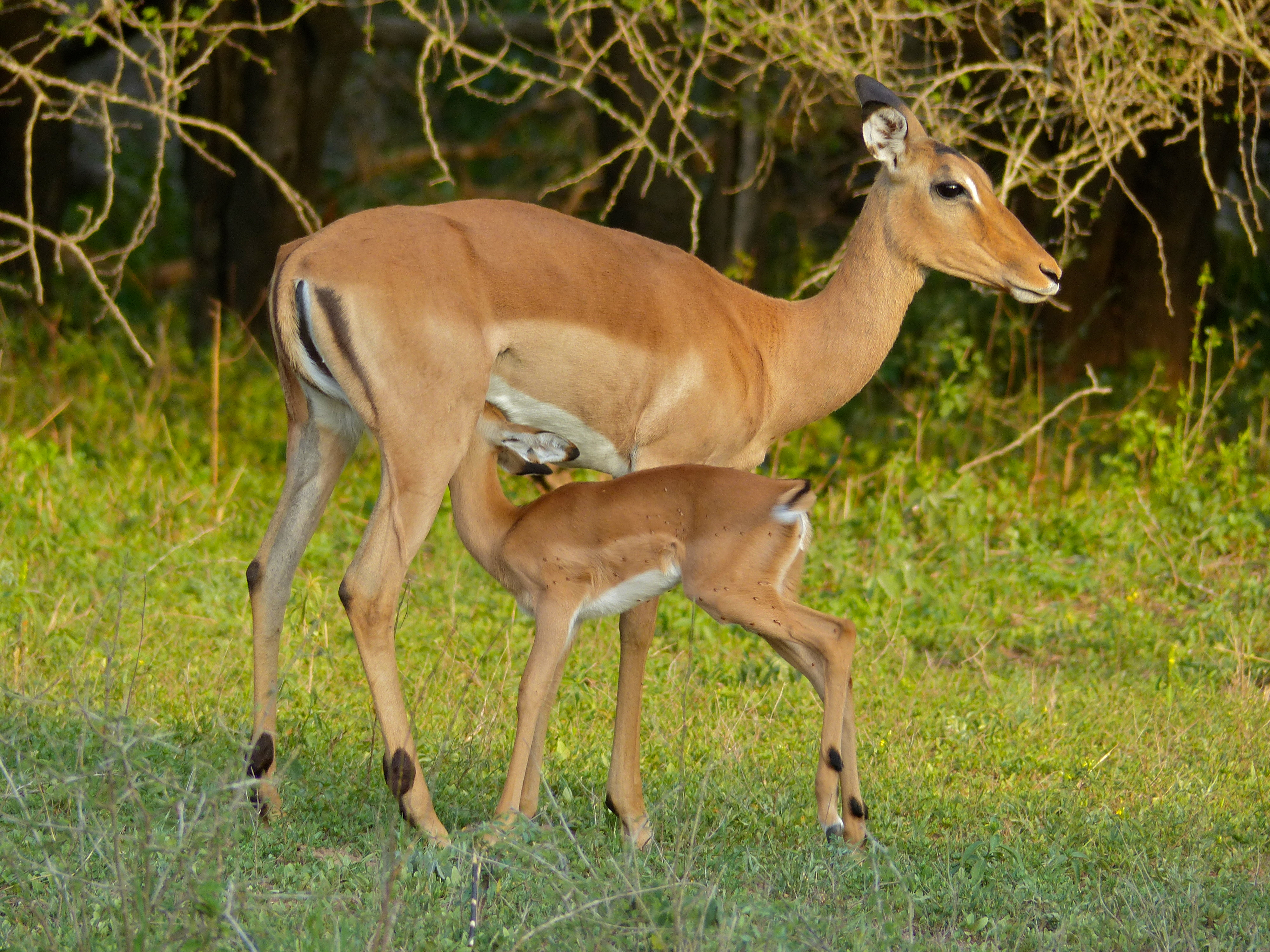
Impalahona med diande unge i Krugerparken 2013.

I Krugerparken finns 147 däggdjursarter, 114 kräldjursarter, 34 amfibiearter, 49 fiskarter och 517 fågelarter (de senare säsongsberoende). Ett av de vanligaste djuren är impala.
| Djurart          | Antal | Djurart          | Antal |
| ---------------- | ----- | ---------------- | ----- |
| Afrikansk buffel | 250   | Elefant          | 65    |
| Svart noshörning | 6     | Vit noshörning   | 0     |
| Burchells zebra  | 3 500 | Buskbock         | 4 000 |
| Sabelantilop     | 3 500 | Impala           | 6 800 |
| Giraff           | 210   | Större kudu      | 3 000 |
| Flodhäst         | 195   | Klippspringare   | 4 500 |
| Rörbock          | 800   | Topi             | 1 000 |
| Strimmig gnu     | 5 000 | Ellipsvattenbock | 6 500 |

| Djurart            | Antal             |
| ------------------ | ----------------- |
| Afrikansk buffel   | 37 130            |
| Afrikansk vildhund | 120               |
| Bergsrörbock       | 150               |
| Burchells zebra    | 23 700 - 35 300   |
| Eland              | 460               |
| Elefant            | 13 750            |
| Ellipsvattenbock   | 3 100 - 7 800     |
| Flodhäst           | 3 100             |
| Fläckig hyena      | 5 230             |
| Gepard             | 120               |
| Giraff             | 6 800 - 10 300    |
| Hästantilop        | 90                |
| Impala             | 132 300 - 176 400 |
| Krokodil           | 4 420             |
| Större kudu        | 11 200 - 17 300   |
| Lejon              | 1 620 - 1 750     |
| Leopard            | 1 000             |
| Nyala              | >300              |
| Rörbock            | 300               |
| Sabelantilop       | 290               |
| Strimmig gnu       | 6 400 - 13 100    |
| Topi               | 220               |
| Vårtsvin           | 3 100 - 5 700     |

## Uppmärksammade händelser
I januari 2014 uppmärksammades området efter att en flod som rinner genom nationalparken förorenats av utsläpp från en fosfatgruva. Resultatet i första skedet var en mycket stor fiskdöd.